# A Seattle Redhawks férfikosárlabda-csapata

A Seattle Redhawks férfikosárlabda-csapata a West Coast Conference tagjaként a National Collegiate Athletic Association I-es divíziójában képviseli a a Seattle-i Egyetemet. Vezetőedzőjük 2017 óta Jim Hayford.
A csapat 1980 és 2008 között az NCAA I-es divíziója helyett a National Association of Intercollegiate Athletics tagja volt.

## Története
Az 1946-ban alapított csapat első sikereit az 1950-es és 1960-as években szerezte: tőlük jutott be a legtöbb játékos valamelyik NBA-ben szereplő profi csapatba. 1953 és 1969 között 11 NCAA-bajnokságon vehettek részt.
1980-ban pénzügyi okokból az NCAA-ből a National Association of Intercollegiate Athleticsbe léptek át. Később a Great Northwest Athletic Conference tagjaként az NCAA III-as, majd II-es, végül 2008-tól I-es divíziójában játszottak. 2009-ben vezetőedzőjük Cameron Dollar lett.
Mivel az NCAA átszervezése miatt 2012-ben a Western Athletic Conference létszáma 12 taggal csökkent, a csapat meghívást kaphatott, amelyet elfogadtak. 2017-ben Cameron Dollart a csapat gyenge teljesítménye miatt elbocsátották.
2017-ben az új vezetőedző az Eastern Washington Eaglestől érkező Jim Hayford lett.

## Létesítmények
A Redhawks 2009-ben tért vissza az NCAA I-es divíziójába; mérkőzéseiket ekkortól a seattle-i KeyArenában játszották. Ugyan a stadion befogadóképessége tizenhétezer fő, a Redhawks játékain csak az alsó lelátókra és a VIP-páholyokba értékesítenek jegyeket. 2020 februárjában egy mérkőzést a kenti Showare Centerben játszottak.
A 2015-ös College Basketball Invitational helyszíne a campuson található Redhawks Centrum volt, amely 999 főt képes befogadni.

## Eredmények szezononként
| Szezon                                        | Vezetőedző                     | Eredmény                       | Eredmény                       | Helyezés                       | Továbbjutás                    |
| Szezon                                        | Vezetőedző                     | Összesített                    | Konferencia                    | Helyezés                       | Továbbjutás                    |
| Konferenciafüggetlen (1946–71)                | Konferenciafüggetlen (1946–71) | Konferenciafüggetlen (1946–71) | Konferenciafüggetlen (1946–71) | Konferenciafüggetlen (1946–71) | Konferenciafüggetlen (1946–71) |
| --------------------------------------------- | ------------------------------ | ------------------------------ | ------------------------------ | ------------------------------ | ------------------------------ |
| 1946–47                                       | Len Yandle / Bill Fenton       | 18–12                          | –                              | –                              | –                              |
| 1947–48                                       | Len Yandle / Bill Fenton       | 10–16                          | –                              | –                              | –                              |
| 1948–49                                       | Al Brightman                   | 12–14                          | –                              | –                              | –                              |
| 1949–50                                       | Al Brightman                   | 12–17                          | –                              | –                              | –                              |
| 1950–51                                       | Al Brightman                   | 32–5                           | –                              | –                              | –                              |
| 1951–52                                       | Al Brightman                   | 29–8                           | –                              | –                              | NIT selejtező                  |
| 1952–53                                       | Al Brightman                   | 29–4                           | –                              | –                              | NCAA Regional Third Round      |
| 1953–54                                       | Al Brightman                   | 26–2                           | –                              | –                              | NCAA First Round               |
| 1954–55                                       | Al Brightman                   | 22–7                           | –                              | –                              | NCAA Regional Fourth Place     |
| 1955–56                                       | Al Brightman                   | 18–11                          | –                              | –                              | NCAA Regional Fourth Place     |
| 1956–57                                       | John Castellani                | 24–3                           | –                              | –                              | NIT negyeddöntő                |
| 1957–58                                       | John Castellani                | 23–6                           | –                              | –                              | NCAA Runner-up                 |
| 1958–59                                       | Vincent Cazzetta               | 23–6                           | –                              | –                              | –                              |
| 1959–60                                       | Vincent Cazzetta               | 16–10                          | –                              | –                              | –                              |
| 1960–61                                       | Vincent Cazzetta               | 16–8                           | –                              | –                              | NCAA First Round               |
| 1961–62                                       | Vincent Cazzetta               | 18–9                           | –                              | –                              | NCAA First Round               |
| 1962–63                                       | Vincent Cazzetta               | 21–6                           | –                              | –                              | NCAA First Round               |
| 1963–64                                       | Bob Boyd                       | 22–6                           | –                              | –                              | NCAA Regional Third Place      |
| 1964–65                                       | Bob Boyd                       | 19–7                           | –                              | –                              | –                              |
| 1965–66                                       | Lionell Purcell                | 16–10                          | –                              | –                              | –                              |
| 1966–67                                       | Lionell Purcell                | 16–8                           | –                              | –                              | NCAA First Round               |
| 1967–68                                       | Bucky Buckwalter               | 15–14                          | –                              | –                              | –                              |
| 1968–69                                       | Bucky Buckwalter               | 20–8                           | –                              | –                              | NCAA First Round               |
| 1969–70                                       | Bucky Buckwalter               | 15–10                          | –                              | –                              | –                              |
| 1970–71                                       | Bucky Buckwalter               | 12–14                          | –                              | –                              | –                              |
| Eredmény:                                     | Eredmény:                      | 486–221                        | –                              | –                              | –                              |
| West Coast Conference (1971–80)               |                                |                                |                                |                                |                                |
| 1971–72                                       | Bucky Buckwalter               | 17–9                           | 10–4                           | 3.                             | –                              |
| 1972–73                                       | William O’Connor               | 13–13                          | 6–8                            | T–5.                           | –                              |
| 1973–74                                       | William O’Connor               | 15–11                          | 11–3                           | 2.                             | –                              |
| 1974–75                                       | William O’Connor               | 8–18                           | 6–8                            | 6.                             | –                              |
| 1975–76                                       | William O’Connor               | 11–15                          | 6–6                            | 4.                             | –                              |
| 1976–77                                       | William O’Connor               | 14–14                          | 7–7                            | T–3.                           | –                              |
| 1977–78                                       | William O’Connor               | 11–17                          | 6–8                            | 5.                             | –                              |
| 1978–79                                       | Jack Schalow                   | 16–11                          | 8–6                            | 4.                             | –                              |
| 1979–80                                       | Jack Schalow                   | 12–15                          | 8–8                            | 7.                             | –                              |
| Eredmény:                                     | Eredmény:                      | 106–123                        | 68–58                          | –                              | –                              |
| Konferenciafüggetlen (1980–97)                |                                |                                |                                |                                |                                |
| 1980–81                                       | Jack Schalow                   | 9–13                           | –                              | –                              | –                              |
| 1981–82                                       | Len Nardone                    | 6–22                           | –                              | –                              | –                              |
| 1982–83                                       | Len Nardone                    | 15–16                          | –                              | –                              | –                              |
| 1983–84                                       | Len Nardone                    | 14–14                          | –                              | –                              | –                              |
| 1984–85                                       | Len Nardone                    | 21–12                          | –                              | –                              | –                              |
| 1985–86                                       | Bob Johnson                    | 10–20                          | –                              | –                              | –                              |
| 1986–87                                       | Bob Johnson                    | 17–13                          | –                              | –                              | –                              |
| 1987–88                                       | Bob Johnson                    | 13–17                          | –                              | –                              | –                              |
| 1988–89                                       | Bob Johnson                    | 7–23                           | –                              | –                              | –                              |
| 1989–90                                       | Bob Johnson                    | 10–20                          | –                              | –                              | –                              |
| 1990–91                                       | Bob Johnson                    | 16–15                          | –                              | –                              | –                              |
| 1991–92                                       | Al Hairston                    | 14–17                          | –                              | –                              | –                              |
| 1992–93                                       | Al Hairston                    | 6–24                           | –                              | –                              | –                              |
| 1993–94                                       | Al Hairston                    | 17–14                          | –                              | –                              | –                              |
| 1994–95                                       | Al Hairston                    | 10–20                          | –                              | –                              | –                              |
| 1995–96                                       | Al Hairston                    | 14–17                          | –                              | –                              | –                              |
| 1996–97                                       | Al Hairston                    | 13–18                          | –                              | –                              | –                              |
| Eredmény:                                     | Eredmény:                      | 212–295                        | –                              | –                              | –                              |
| Northwest Conference (1997–99)                |                                |                                |                                |                                |                                |
| 1997–98                                       | Al Hairston                    | 4–20                           | 3–15                           | 10.                            | –                              |
| 1998–99                                       | Al Hairston                    | 4–20                           | 4–14                           | 10.                            | –                              |
| Eredmény:                                     | Eredmény:                      | 8–40                           | 7–29                           | –                              | –                              |
| Nem ismert (1999–2001)                        |                                |                                |                                |                                |                                |
| 1999–2000                                     | Al Hairston                    | 7–17                           | –                              | –                              | –                              |
| 2000–01                                       | Dave Cox                       | 6–21                           | –                              | –                              | –                              |
| Eredmény:                                     | Eredmény:                      | 13–38                          | –                              | –                              | –                              |
| Great Northwest Atlantic Conference (2001–08) |                                |                                |                                |                                |                                |
| 2001–02                                       | Joe Callero                    | 6–23                           | 4–14                           | 9.                             | –                              |
| 2002–03                                       | Joe Callero                    | 16–11                          | 9–9                            | 7.                             | –                              |
| 2003–04                                       | Joe Callero                    | 9–18                           | 5–13                           | T–8.                           | –                              |
| 2004–05                                       | Joe Callero                    | 11–16                          | 6–12                           | 8.                             | –                              |
| 2005–06                                       | Joe Callero                    | 16–11                          | 9–9                            | 7.                             | –                              |
| 2006–07                                       | Joe Callero                    | 20–9                           | 11–5                           | T–1.                           | –                              |
| 2007–08                                       | Joe Callero                    | 18–9                           | 11–7                           | 8.                             | –                              |
| Eredmény:                                     | Eredmény:                      | 96–97                          | 55–69                          | –                              | –                              |
| Konferenciafüggetlen (2008–12)                |                                |                                |                                |                                |                                |
| 2008–09                                       | Joe Callero                    | 21–8                           | –                              | –                              | –                              |
| 2009–10                                       | Cameron Dollar                 | 17–14                          | –                              | –                              | –                              |
| 2010–11                                       | Cameron Dollar                 | 11–20                          | –                              | –                              | –                              |
| 2011–12                                       | Cameron Dollar                 | 12–15                          | –                              | –                              | –                              |
| Eredmény:                                     | Eredmény:                      | 61–57                          | –                              | –                              | –                              |
| Western Athletic Conference (2012–)           |                                |                                |                                |                                |                                |
| 2012–13                                       | Cameron Dollar                 | 8–22                           | 3–15                           | 10.                            | –                              |
| 2013–14                                       | Cameron Dollar                 | 13–17                          | 5–11                           | 8.                             | –                              |
| 2014–15                                       | Cameron Dollar                 | 18–16                          | 7–7                            | 4.                             | CBI elődöntő                   |
| 2015–16                                       | Cameron Dollar                 | 15–17                          | 7–7                            | 4.                             | CBI negyeddöntő                |
| 2016–17                                       | Cameron Dollar                 | 13–19                          | 5–9                            | 6.                             | –                              |
| 2017–18                                       | Jim Hayford                    | 20–14                          | 8–6                            | 4.                             | CBI selejtező                  |
| 2018–19                                       | Jim Hayford                    | 18–15                          | 6–10                           | 7.                             | CIT selejtező                  |
| 2019–20                                       | Jim Hayford                    | 14–15                          | 7–7                            | T–5.                           | –                              |
| 2020–21                                       | Jim Hayford                    | 12–11                          | 4–5                            | –                              | –                              |
| Eredmény:                                     | Eredmény:                      | 131–146                        | 52–77                          | –                              | –                              |
| Összesen:                                     | Összesen:                      | 1113–1017                      | –                              | –                              | –                              |
| Jelmagyarázat: Konferenciaszezon-bajnok       |                                |                                |                                |                                |                                |

## Rájátszások

### National Collegiate Athletic Association
| Szezon | Kör                  | Ellenfél                  | Eredmény |
| ------ | -------------------- | ------------------------- | -------- |
| 1953   | First Round          | Idaho State Bengals       | 88–77    |
| 1953   | Sweet Sixteen        | Washington Huskies        | 70–92    |
| 1953   | Regional Third Place | Wyoming Cowboys           | 80–64    |
| 1954   | First Round          | Idaho State Bengals       | 75–77    |
| 1955   | First Round          | Idaho State Bengals       | 80–63    |
| 1955   | Sweet Sixteen        | Oregon State Beavers      | 71–83    |
| 1955   | Regional Third Place | Utah Utes                 | 85–108   |
| 1956   | First Round          | Idaho State Bengals       | 68–66    |
| 1956   | Sweet Sixteen        | Utah Utes                 | 72–81    |
| 1956   | Regional Third Place | UCLA Bruins               | 70–94    |
| 1958   | First Round          | Wyoming Cowboys           | 88–51    |
| 1958   | Sweet Sixteen        | San Francisco Dons        | 69–67    |
| 1958   | Elite Eight          | California Golden Bears65 | 66–62    |
| 1958   | Final Four           | Kansas State Wildcats     | 73–51    |
| 1958   | Championship Game    | Kentucky Wildcats         | 72–84    |
| 1961   | First Round          | Arizona State Sun Devils  | 70–72    |
| 1962   | First Round          | Oregon State Beavers      | 65–69    |
| 1963   | First Round          | Oregon State Beavers      | 66–70    |
| 1964   | First Round          | Oregon State Beavers      | 61–57    |
| 1964   | Sweet Sixteen        | UCLA Bruins               | 90–95    |
| 1964   | Regional Third Place | Utah State Aggies         | 88–78    |
| 1967   | First Round          | Texas Western             | 54–62    |
| 1969   | First Round          | Weber State Wildcats      | 73–75    |

### National Invitation Tournament
| Szezon | Kör         | Ellenfél                | Eredmény |
| ------ | ----------- | ----------------------- | -------- |
| 1952   | Selejtező   | Holy Cross Crusaders    | 72–77    |
| 1957   | Negyeddöntő | St. Bonaventure Bonnies | 68–85    |

### College Basketball Invitational
| Szezon | Kör         | Ellenfél               | Eredmény |
| ------ | ----------- | ---------------------- | -------- |
| 2015   | Selejtező   | Pepperdine Waves       | 62–45    |
| 2015   | Negyeddöntő | Colorado Buffaloes     | 72–65    |
| 2015   | Elődöntő    | Loyola Ramblers        | 48–63    |
| 2016   | Selejtező   | Idaho Vandals          | 68–83    |
| 2016   | Negyeddöntő | Vermont Catamounts     | 53–74    |
| 2018   | Selejtező   | Central Arkansas Bears | 90–92    |

### CollegeInsider.com Postseason Tournament
| Szezon | Kör       | Ellenfél                | Eredmény |
| ------ | --------- | ----------------------- | -------- |
| 2019   | Selejtező | Presbyterian Blue House | 68–83    |

## Visszavonultatott mezszámok
| Szám | Játékos          | Aktív évek |
| ---- | ---------------- | ---------- |
| 3    | Ed O’Brien       | 1950–53    |
| 4    | John O’Brien     | 1950–53    |
| 20   | Eddie Miles      | 1960–63    |
| 22   | Elgin Baylor     | 1956–58    |
| 32   | Tom Workman      | 1964–66    |
| 44   | Clint Richardson | 1975–79    |

## Fordítás
- Ez a szócikk részben vagy egészben  a   Seattle Redhawks men's basketball című angol Wikipédia-szócikk ezen változatának fordításán alapul.  Az eredeti cikk szerkesztőit annak laptörténete sorolja fel. Ez a jelzés csupán a megfogalmazás eredetét és a szerzői jogokat jelzi, nem szolgál a cikkben szereplő információk forrásmegjelöléseként.